# Peninjauan (Peninjauan)
Peninjauan is een bestuurslaag in het regentschap Ogan Komering Ulu van de provincie Zuid-Sumatra, Indonesië. Peninjauan telt 3941 inwoners (volkstelling 2010).